# Pulsió
|  | Per a altres significats, vegeu «pulsió (psicoanàlisi)». |

Pulsió - The Sight (anglès) - és una pel·lícula britànica dirigida per Paul W. S. Anderson estrenada el 2000. Ha estat doblada al català.

## Argument
Michael Lewis, un jove arquitecte estatunidenc és a Londres per restaurar un vell hotel d'època. Comença a tenir visions colpidores. La seva confusió augmenta a mesura que aquestes es repeteixen, fins que arriba a un punt en el qual, durant una d'elles, atropella amb el seu cotxe a una anciana. La dona abans de morir murmura el seu nom. A partir d'aquest moment, el contacte amb l'altre món i les visions es faran més intenses.

## Repartiment
- Andrew McCarthy: Michael Lewis
- Kevin Tighe: Jake
- Amanda Redman: El detectiu Pryce
- Jessica Oyelowo: Isobel
- Michaela Dicker: Alice
- Honor Blackman: Margaret Smith
- Alexander Armstrong: Charles Dodgson
- Eamon Geoghegan: El sacerdot
- Oliver Darley: Andrew Norrington
- Charles Simon: Mr. Douglas